# 莫萍
莫萍（Mạc Bình，？—？），《莫氏世譜》又作莫挺貴（Mạc Đĩnh Quý），是越南莫朝開國君主莫登庸之祖父。
1527年，莫登庸建立莫朝之後，追尊祖父庙号弘祖，諡號淳憲綏休篤恭皇帝。

## 家族
- 子：莫昭祖莫檄